# Hunter (bài hát)
"Hunter" là bài hát của nữ ca sĩ người Anh, Dido. Ca khúc đã được phát hành dưới dạng đĩa đơn thứ ba từ No Angel, album phòng thu đầu tay của cô. "Hunter" đã đạt đến top 10 World Adult Charts và top 20 UK Singles Chart, cùng lúc đạt top 5 tại Bồ Đào Nha và Hy Lạp. "Hunter" kể về câu chuyện của một chuyện tình đang trên bờ vực chia rẽ, và ca sĩ muốn mình trở thành một "người thợ săn", ý chỉ một người tự do, lại lần nữa.

## Video ca nhạc
Video của ca khúc, do Matthew Rolston đạo diễn, được ghi hình trong khung cảnh một thành phố đông đúc trong một đêm trăng tròn. Dido đang đuổi theo một người giống hệt mình trên con phố, video có xen cảnh cô hát trên sân thượng, phòng khách và ở dưới nước nơi công viên giải trí. Video kết thúc khi Dido đuổi kịp người giống mình ở một đường hầm, cả hai ôm và ghì chặt lẫn nhau.

## Danh sách bài hát
CD1 tại Anh
1. "Hunter" - 3:54
2. "Hunter" (Bản phối lại của MJ Cole) - 6:07
3. "Take My Hand" (Bản phối lại của Rollo & Sister Bliss) - 8:03

CD2 tại Anh
1. "Hunter" - 3:54
2. "Hunter" (Bản phối lại của FK-EK) - 7:04
3. "Take My Hand" (Bản phối lại của Brothers In Rhythm) - 8:50

## Các bảng xếp hạng
| Các bảng xếp hạng (2001)                      | Thứ hạng cao nhất |
| --------------------------------------------- | ----------------- |
| Úc (ARIA)                                     | 21                |
| Hà Lan (Dutch Top 40)                         | 47                |
| Pháp (SNEP)                                   | 37                |
| New Zealand (Recorded Music NZ)               | 18                |
| LỖI: PHẢI CUNG CẤP DATE CHO BẢNG XẾP HẠNG NGA | 2                 |
| Tây Ban Nha (PROMUSICAE)                      | 13                |
| Thụy Sĩ (Schweizer Hitparade)                 | 32                |
| UK Singles (The Official Chart Company)       | 17                |
| US Billboard Hot Dance Club Songs             | 9                 |
| US Billboard Adult Pop Songs                  | 16                |